# (5730) Yonosuke
(5730) Yonosuke – planetoida z grupy pasa głównego asteroid okrążająca Słońce w ciągu 4 lat i 354 dni w średniej odległości 2,91 j.a. Została odkryta 13 października 1988 roku w Gekko Observatory przez Yoshiakiego Oshimę. Nazwa planetoidy została nadana na cześć Yonosuke Nakano (1887–1974), japońskiego astronoma, fundatora Gekko Observatory. Wcześniej planetoida nosiła oznaczenie tymczasowe 1988 TP1.